# Baarhuis (Huizinge)
Het baarhuis op de algemene begraafplaats in de Nederlandse plaats Huizinge is een rijksmonument.

## Beschrijving
Het baarhuis, gebouwd in een overgangsstijl, werd in 1916 geplaatst op de nieuw aangelegde begraafplaats. Het heeft een rechthoekige plattegrond en is opgetrokken in een rode baksteen op een trasraam van klinkers. Het zadeldak is gedekt met cementpannen en heeft aan de westkant een spits met schubbendak. De topgevels zijn afgezet met een afdekrand, op de gevelhoeken zijn lisenen geplaatst met daarop een gepleisterde aanzetsteen. 
De houten deur aan de oostkant heeft een deurlicht met verticale roeden en een keperboogvormig bovenlicht met roedenverdeling onder een keperboog van klinkers met sluitsteen. In de beide zijgevels zijn twee ijzeren roosvensters aangebracht, binnen een rollaag van donkere klinkers. De westgevel wordt geleed door lisenen die samen twee keperbogen vormen, met in beide vlakken een houten keperboogvormig venster. 
Het baarhuisje werd in 2001 opgenomen in het rijksmonumentenregister vanwege het "algemeen belang vanwege cultuur- en architectuurhistorische waarde".